# Häg-Ehrsberg
Häg-Ehrsberg – gmina w Niemczech, w kraju związkowym Badenia-Wirtembergia, w rejencji Fryburg, w regionie Hochrhein-Bodensee, w powiecie Lörrach, wchodzi w skład wspólnoty administracyjnej Zell im Wiesental. Leży w Schwarzwaldzie, na południe od Schönau im Schwarzwald.